# Voormalige gereformeerde kerk (Anna Jacobapolder)
De gereformeerde kerk is een voormalig kerkgebouw in Anna Jacobapolder in de gemeente Tholen, gelegen aan Langeweg 40. Het gebouw werd in 1895 in gebruik genomen. In 1960 is het gebouw buiten gebruik gesteld en gebruikt als opslagplaats. Later is het gebouw omgebouwd tot woonruimte. 

## Geschiedenis
Op 11 april 1878 werd in Anna Jacobapolder een Christelijk Gereformeerde Kerk opgericht. De diensten werden gehouden in een voormalige meekrapstoof nabij De Sluis. Vanaf 1892 maakte de gemeente, na een landelijke fusie van de Christelijk Gereformeerde Kerken en de Nederduitse Gereformeerde Kerk (Dolerende), deel uit van de Gereformeerde Kerken in Nederland. In 1895 werd een eigen kerkgebouw gebouwd en in gebruik genomen.
Het betrof een langwerpige zaalkerk met zadeldak. De voorgevel werd gekenmerkt door drie eenvoudige spitsboogvensters, een hoog rond venster en een klok daarboven. Op de top van de gevel was een klein houten torentje geplaatst waarin een luidklok was gehangen.
Tijdens de inundatie van 1944 en de Watersnood van 1953 is het kerkgebouw onder water komen te staan. Door het zoute water waren de muren ernstig aangetast. Daarom werd besloten om een nieuwe kerk met pastorie te laten bouwen. Op 6 oktober werd de nieuwe kerk in gebruik genomen, de oude kerk werd verkocht. In 1965 is het torentje gesloopt. Doordat de ruimte werd gebruikt als opslagplaats werd er een grotere toegangsdeur in de gevel geplaatst. Uiteindelijk is het gebouw verbouwd tot woonruimte.